# Benson (New York)
Pour les articles homonymes, voir Benson.
Benson est une ville située dans le comté de Hamilton, dans l'État de New York, aux États-Unis,. En 2010, elle comptait une population de 192 habitants.

## Démographie
Lors du recensement de 2010, la ville comptait une population de 192 habitants. Elle est estimée, en 2016, à 181 habitants.